# Ratusz
Un ratusz (pronunciación en polaco: /'ratuʂ/) (en alemán: Rathaus; en ruso: Ратуша, romanizado: Ratusha; en lituano: Rotušė) es un edificio administrativo propio de los países que históricamente adoptaron los derechos de Magdeburgo, como el Sacro Imperio Romano Germánico y la Mancomunidad de Polonia-Lituania, entre otros. Se caracterizaba por estar coronada por una torre campanario (una torre de vigilancia o una torre del reloj). Al contrario que otras casas consistoriales, que no tienen por qué presentar una composición arquitectura específica, un ratusz (rathaus) siempre ha consistido en un edificio con una torre.
El ratusz estaba designado sobre todo como una casa consistorial, tradicionalmente construido en el centro de la ciudad o en el centro de una plaza, a menudo la plaza del mercado, al ser la libertad de comercio el objetivo principal de los derechos de Magdeburgo. Aunque el antiguo ratusz puede seguir manteniendo las funciones de sede del gobierno local, a menudo está separado del edificio actual que alberga el consejo del gobierno local, y habitualmente tiene la función de museo de historia local (como ocurre en Ivano-Frankivsk y en Tarnów, entre otros muchos ejemplos).

## Historia
Se pueden encontrar ejemplos de ratusz histórico en al menos 82 ciudades de Polonia. Algunos se remontan a mediados del siglo xiii, como el ratusz de Kalisz. La torre más antigua aún en pie fue erigida en Toruń en 1274, mientras que el edificio actual, que cuenta con 365 ventanas, data del siglo xiv. El ratusz de Zamość, construido durante el Renacimiento, fue uno de los mayores hitos arquitectónicos de la arquitectura renacentista de Polonia. Se emplazó intencionalmente en la esquina de la Gran Plaza del Mercado (en polaco: Rynek Wielki) para no eclipsar el cercano Palacio Zamoyski, perteneciente a los propietarios de la ciudad, aunque lo hizo de todos modos una vez que se agregó la imponente escalera barroca en el siglo xvii. El ratusz de Poznań, que data de mediados del siglo xvi, cuenta con un reloj con dos machos cabríos que se embisten con los cuernos que atrae cada día a cientos de espectadores durante la temporada turística. A lo largo de los siglos, a consecuencia de las invasiones extranjeras, muchos ayuntamientos de Polonia han sufrido daños, como en el caso del ratusz de Sandomierz, con título de ciudad desde 1286, que fue meticulosamente renovado y después convertido en un museo. En la ciudad real de Cracovia, el ratusz histórico, construido con ladrillos y mortero en 1316 en el centro de la Plaza del Mercado, fue demolido, no por los ocupantes, sino por los propios cracovianos en 1820 al no considerarlo lo suficientemente bonito. Lo que queda de él es la gran torre del ayuntamiento, uno de los máximos exponentes de la arquitectura gótica en Polonia.
Numerosos ayuntamientos patrimoniales se han reconvertido en museos históricos a lo largo del siglo xx, entre ellos el ratusz de Toruń (Museo Regional de Toruń o Muzeum Okręgowe en polaco, con secciones sobre vidrieras y pan de jengibre), Poznań (Muzeum Okręgowe, con una sección dedicada a Chopin), Lublin (Muzeum Okręgowe), Siedlce (Muzeum Okręgowe), Białystok (Muzeum Podlaskie), Gdańsk (Muzeum Historii Miasta), Sandomierz (Muzeum Okręgowe) y Szczecin (Muzeum Historii Miasta Szczecina). Otros se siguen empleando como la sede del gobierno local, y en ocasiones como salones de bodas civiles, galerías de arte, restaurantes y centros culturales. Algunos ejemplos se encuentran en Zamość, Kielce, Zielona Góra (también empleado como salón de bodas, restaurante y bodega), Kętrzyn (salón de bodas y centro cultural) y Kołobrzeg (salón de bodas, centro cultural y galería de arte moderno).

## Etimología
El término polaco ratusz para describir una casa consistorial deriva del alemán Rathaus («casa de consejo») en algún momento de la Edad Media. La influencia también sirve como metónimo para designar al burmistrz (literalmente, «burgomaestre», o alcalde), derivado del alemán Bürgermeister.
Desde 1980, la Sociedad Polaca de Turismo y Excursionismo (PTTK) ofrece una insignia a los turistas interesados en organizar excursiones en grupo por el país para visitar el máximo número posible de ciudades y pueblos con ratusz. La PTTK entrega una libreta en la que se pueden pegar sellos para obtener la insignia de oro, el premio por visitar veinte localidades con ratusz.

## Galería

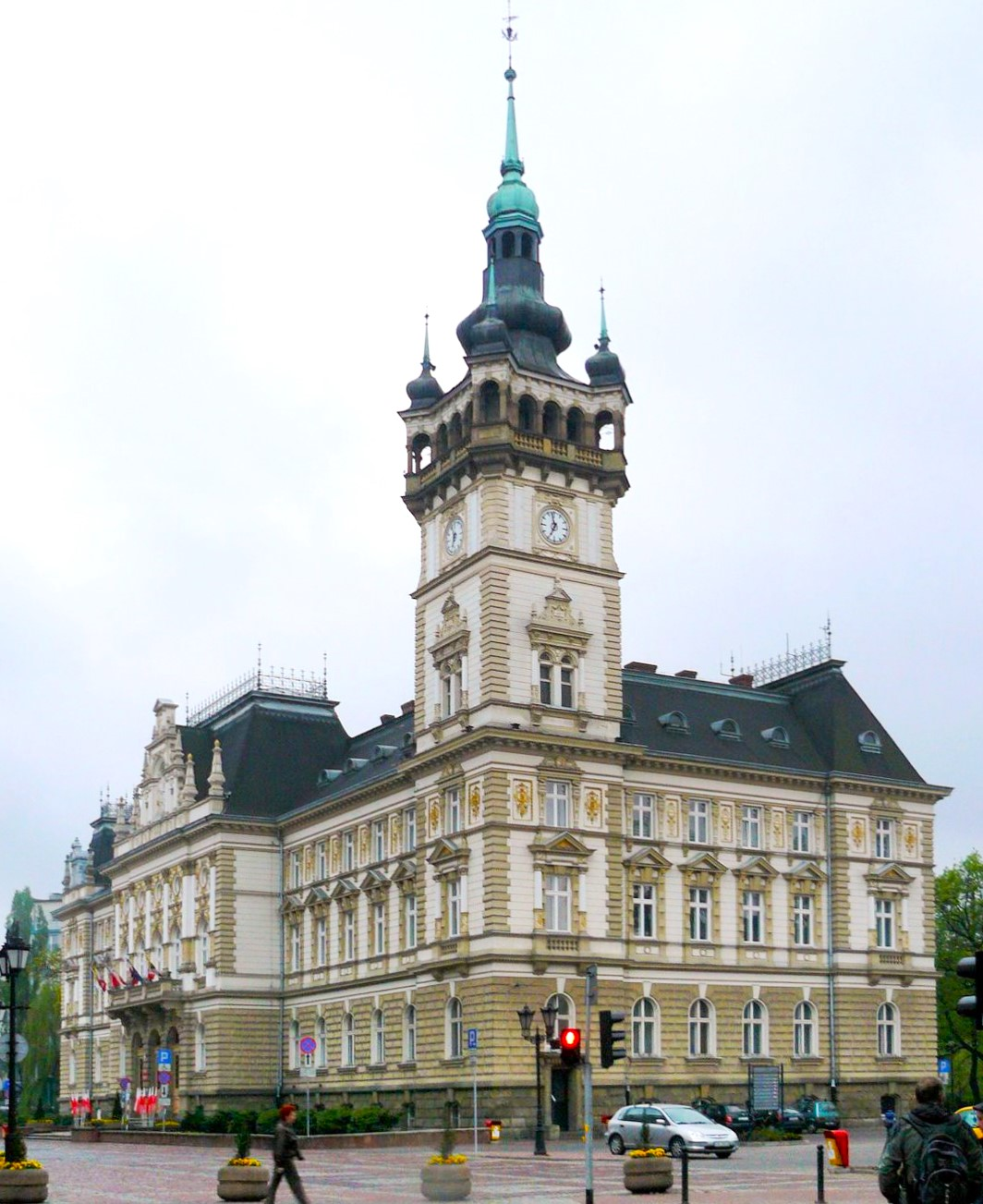
Bielsko-Biała
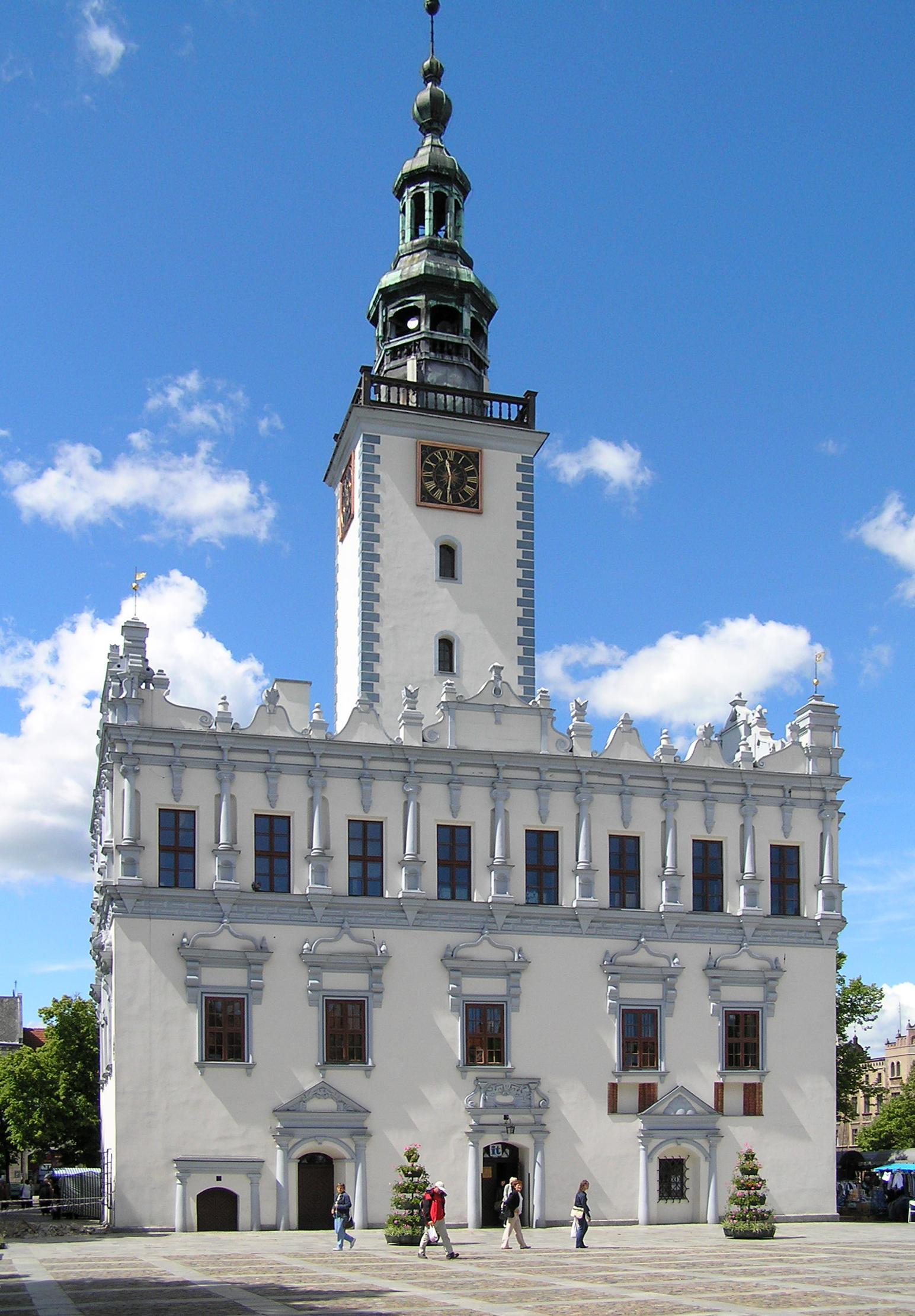
Chełmno
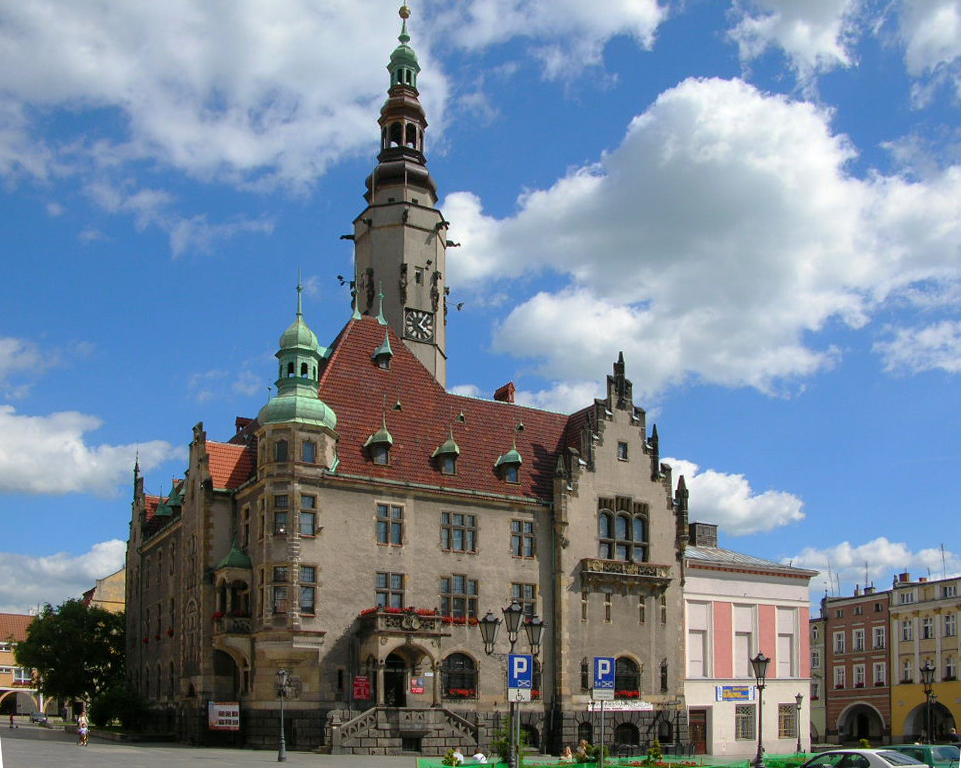
Jawor
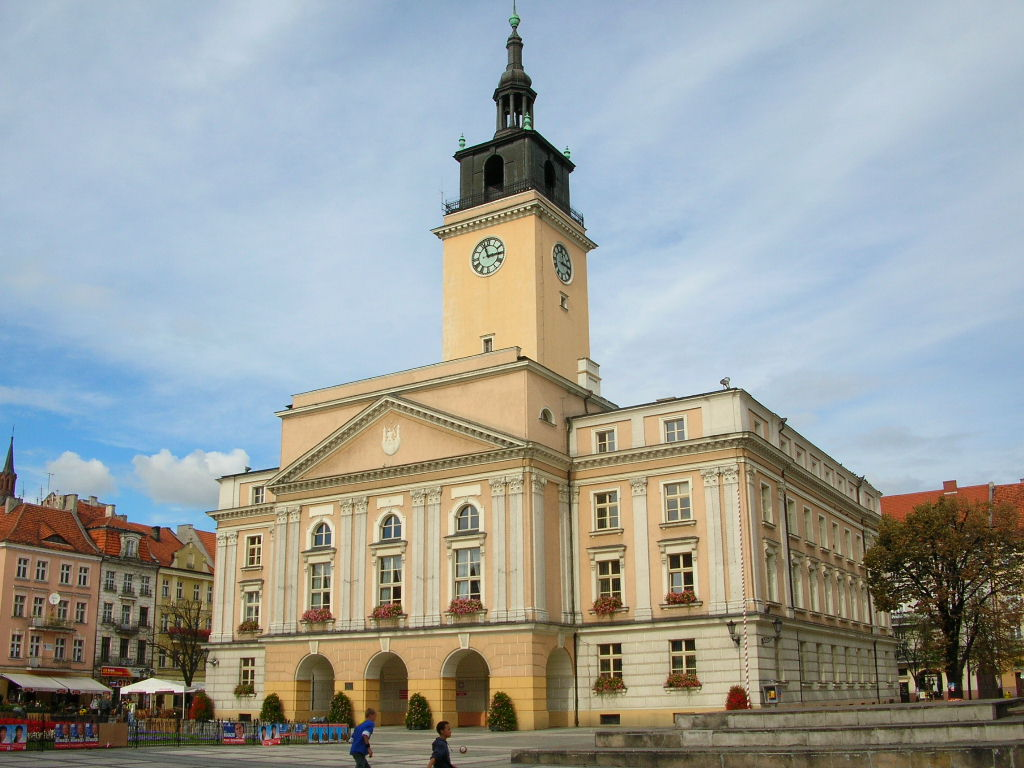
Kalisz
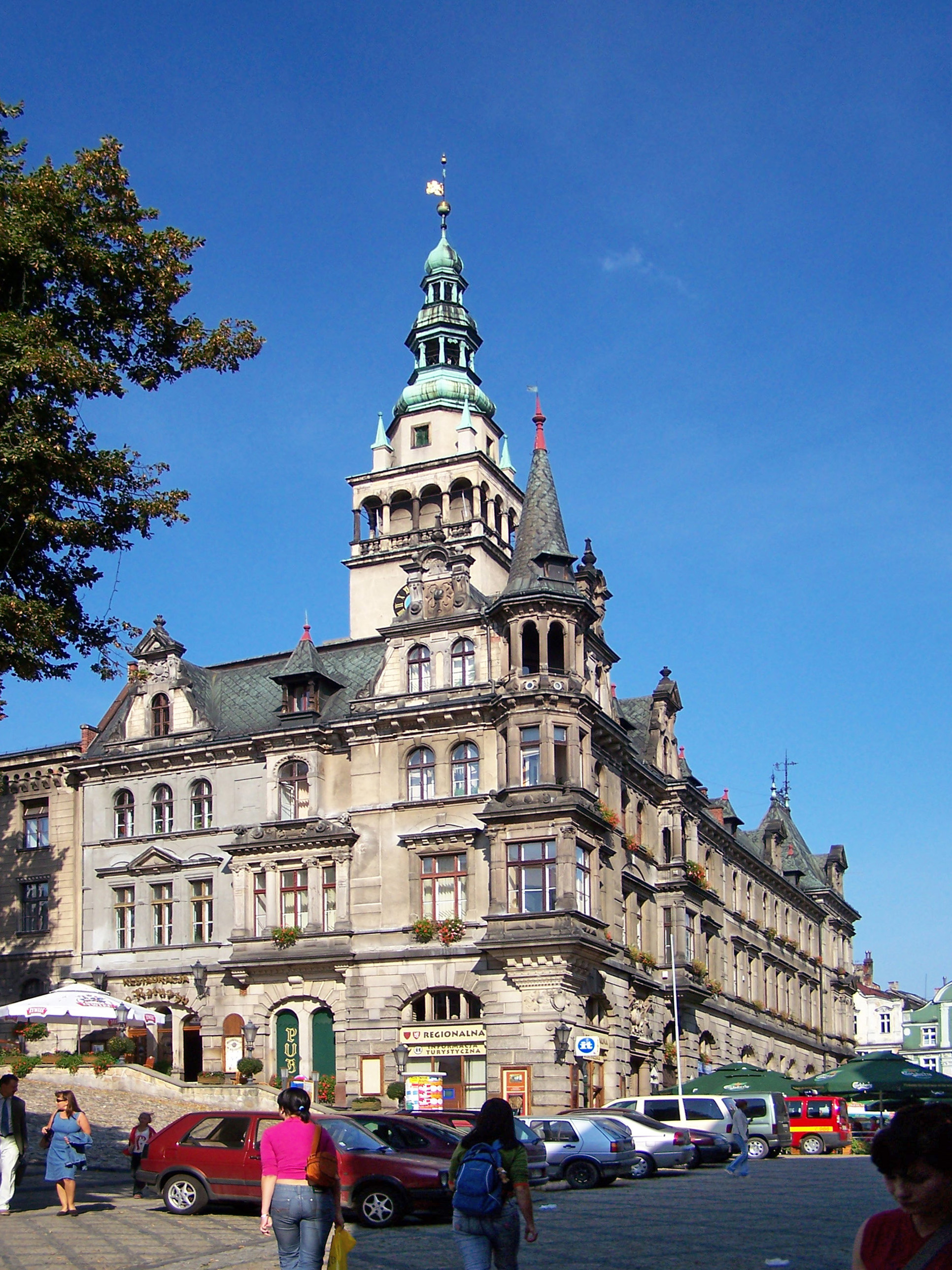
Kłodzko
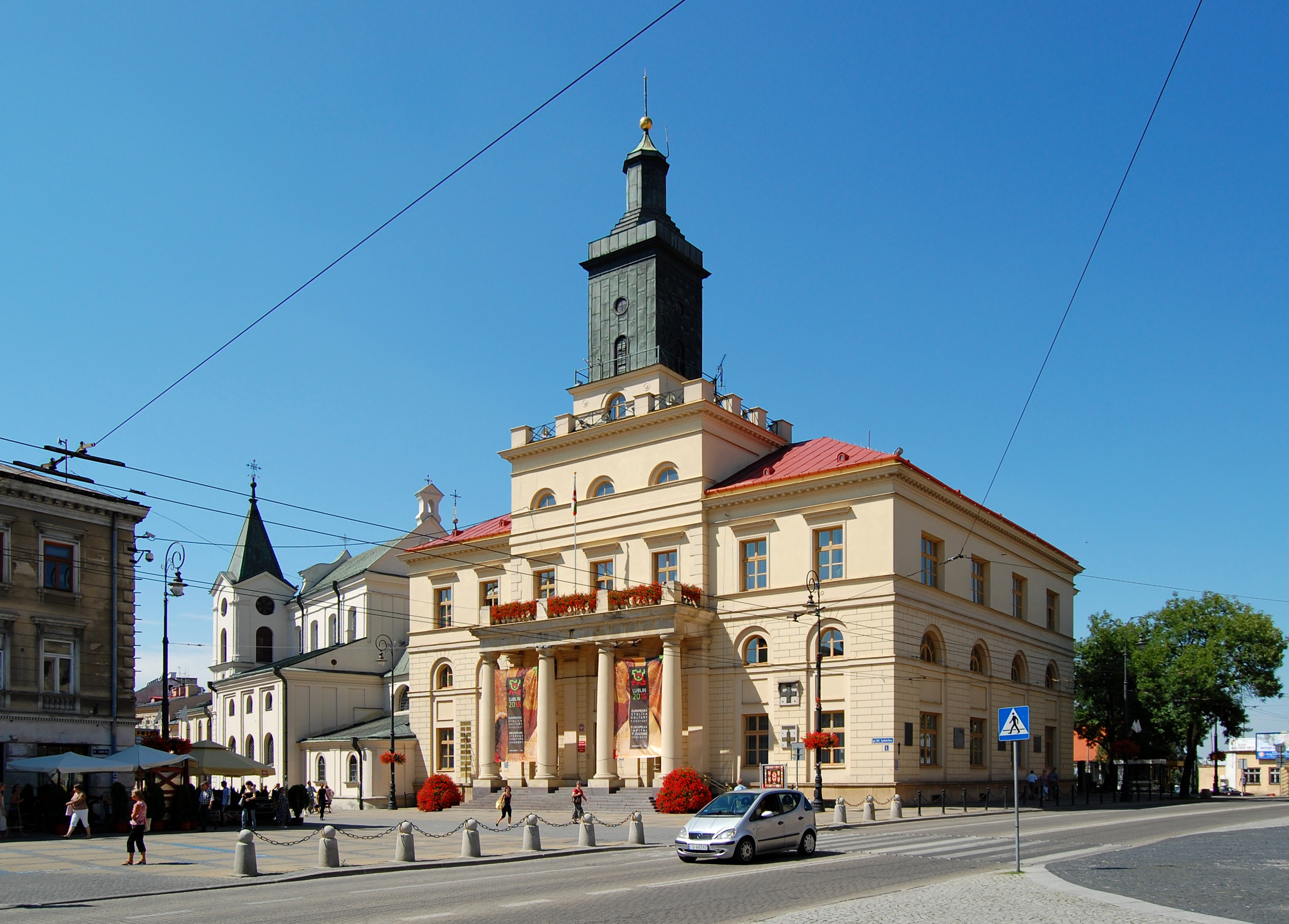
Lublin
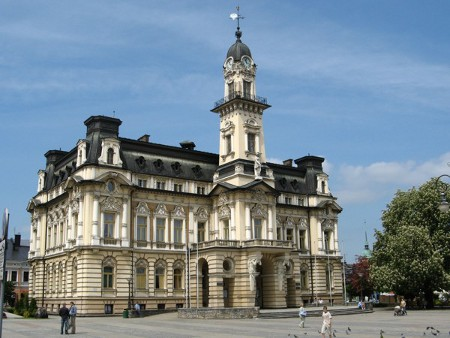
Nowy Sącz
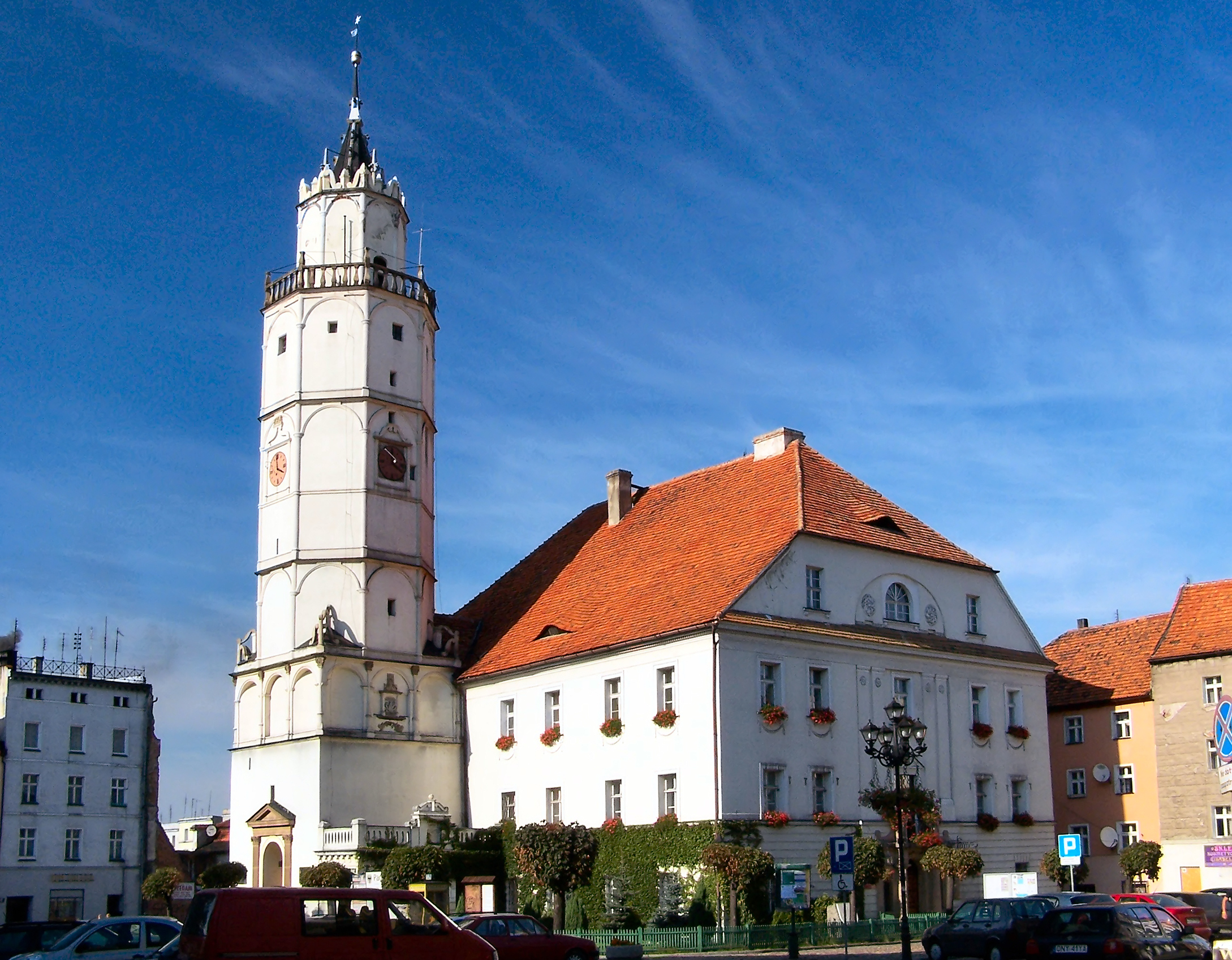
Paczków
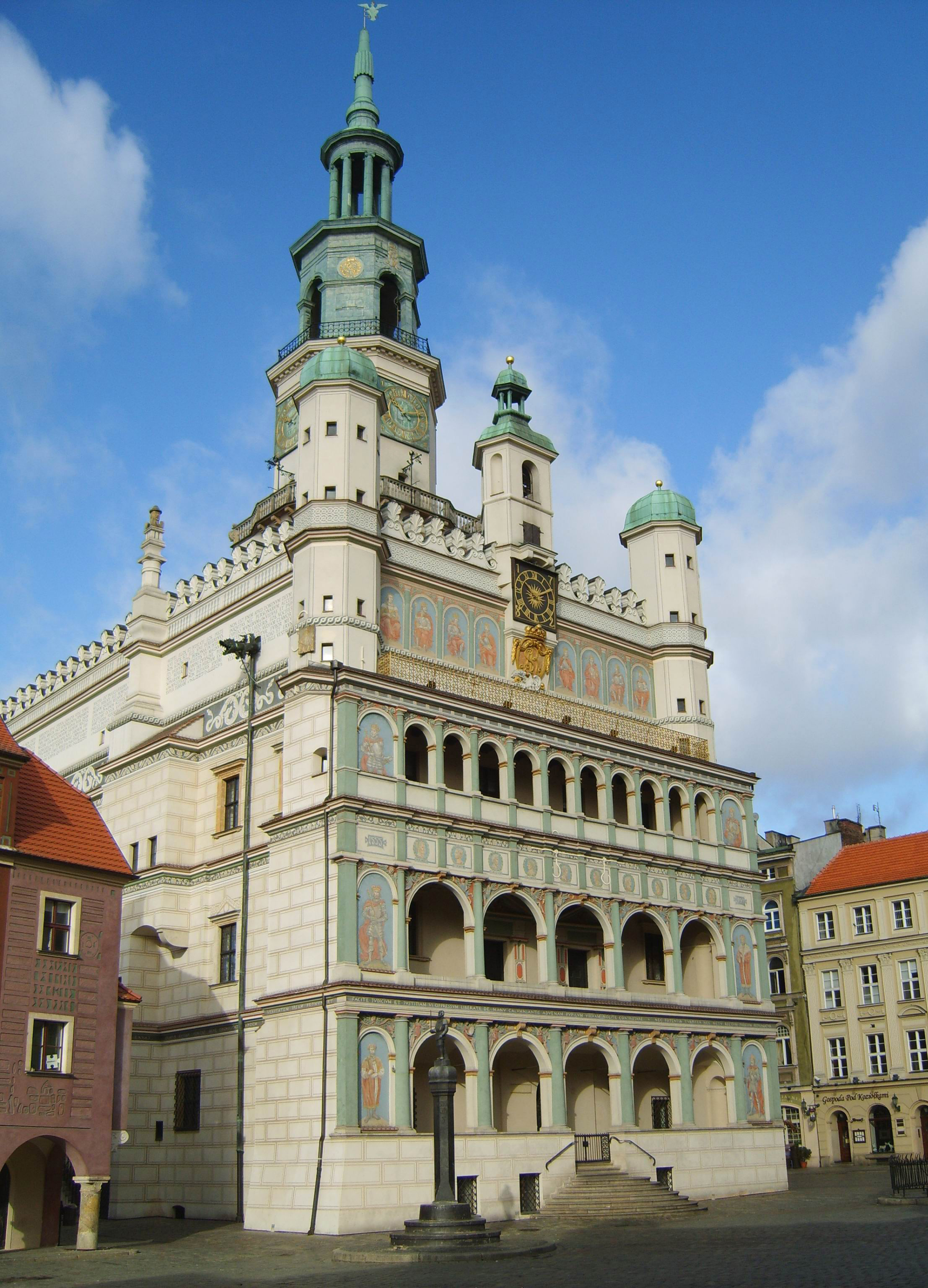
Poznań
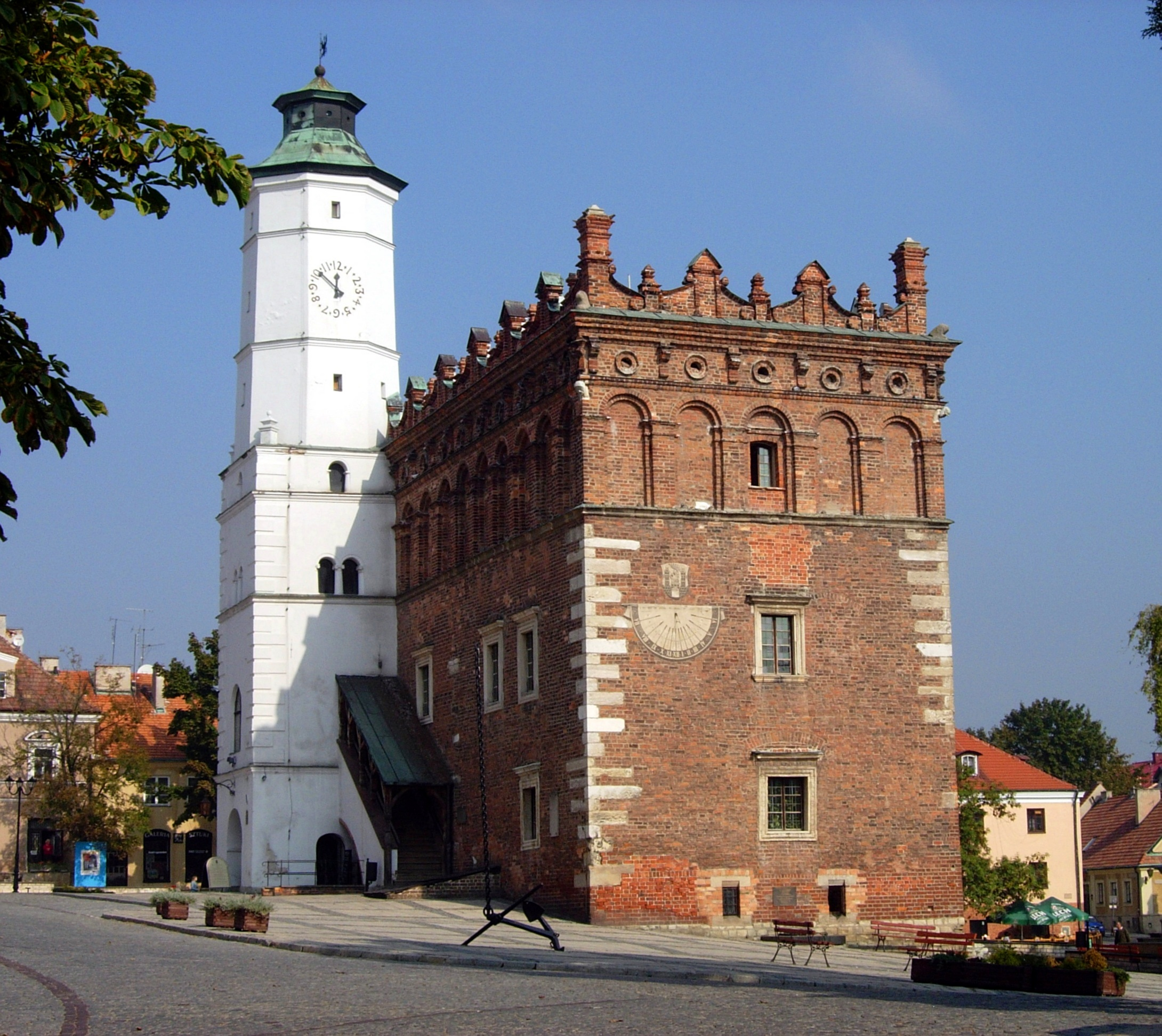
Sandomierz
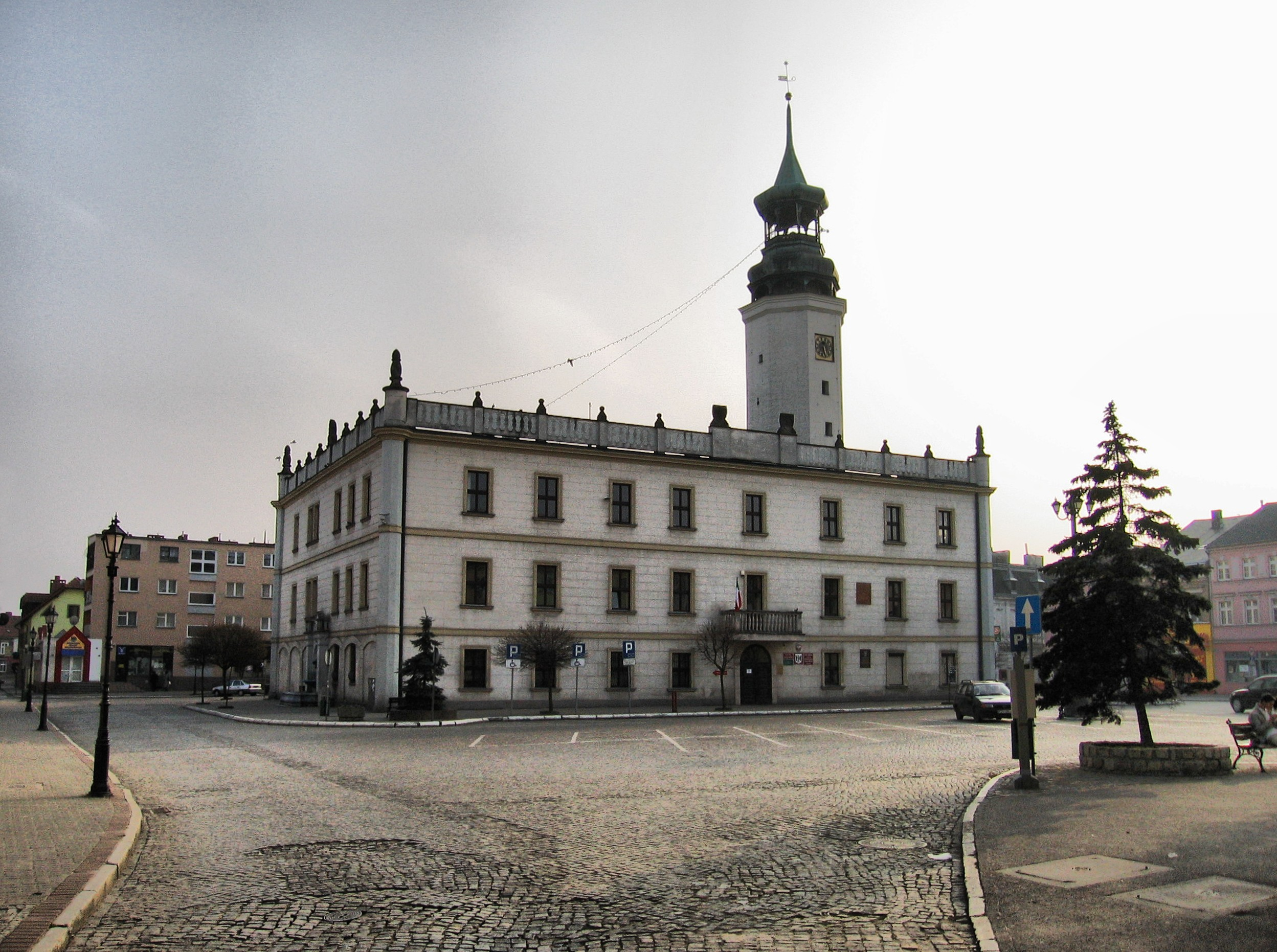
Sulechów
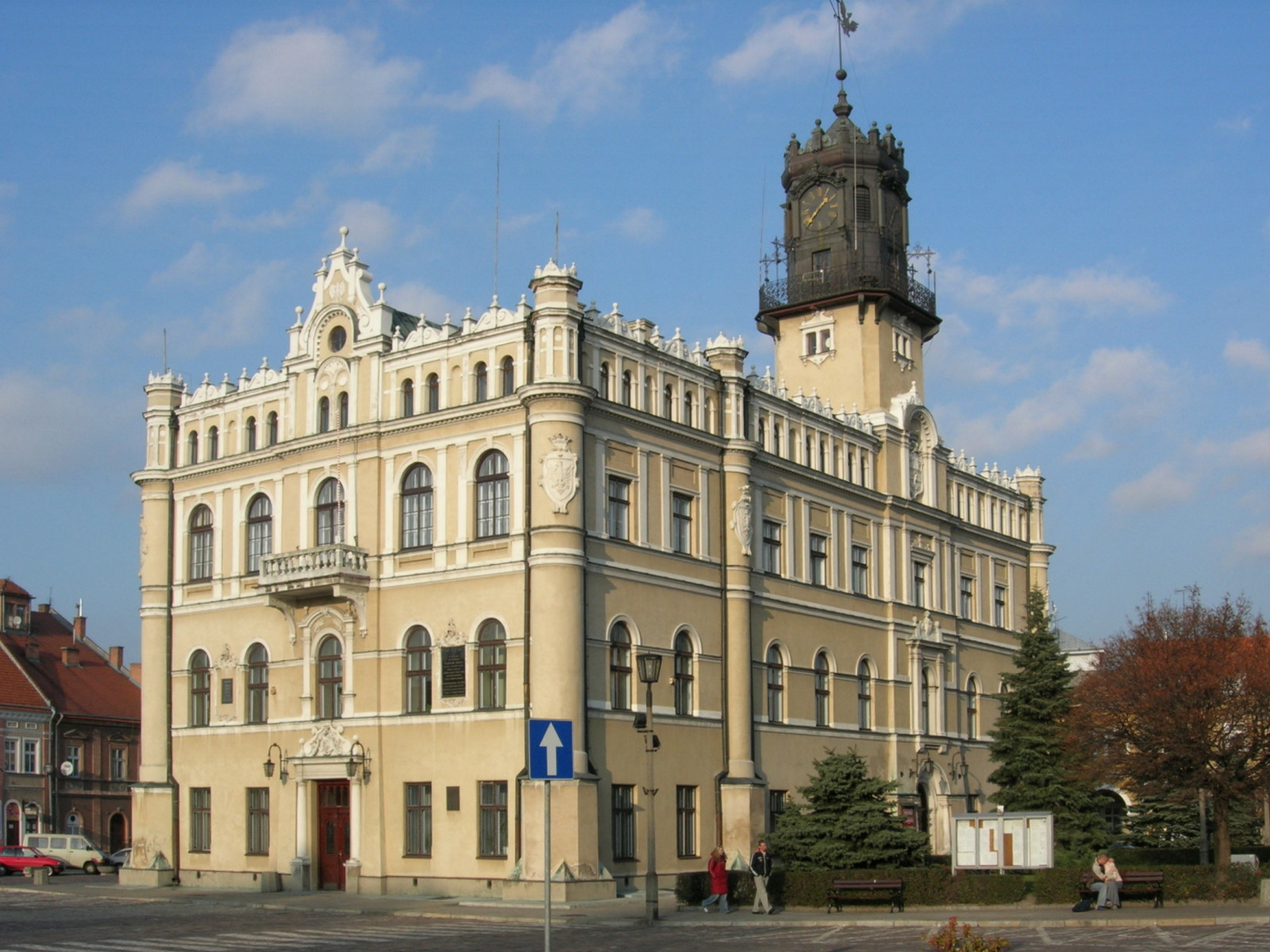
Jarosław
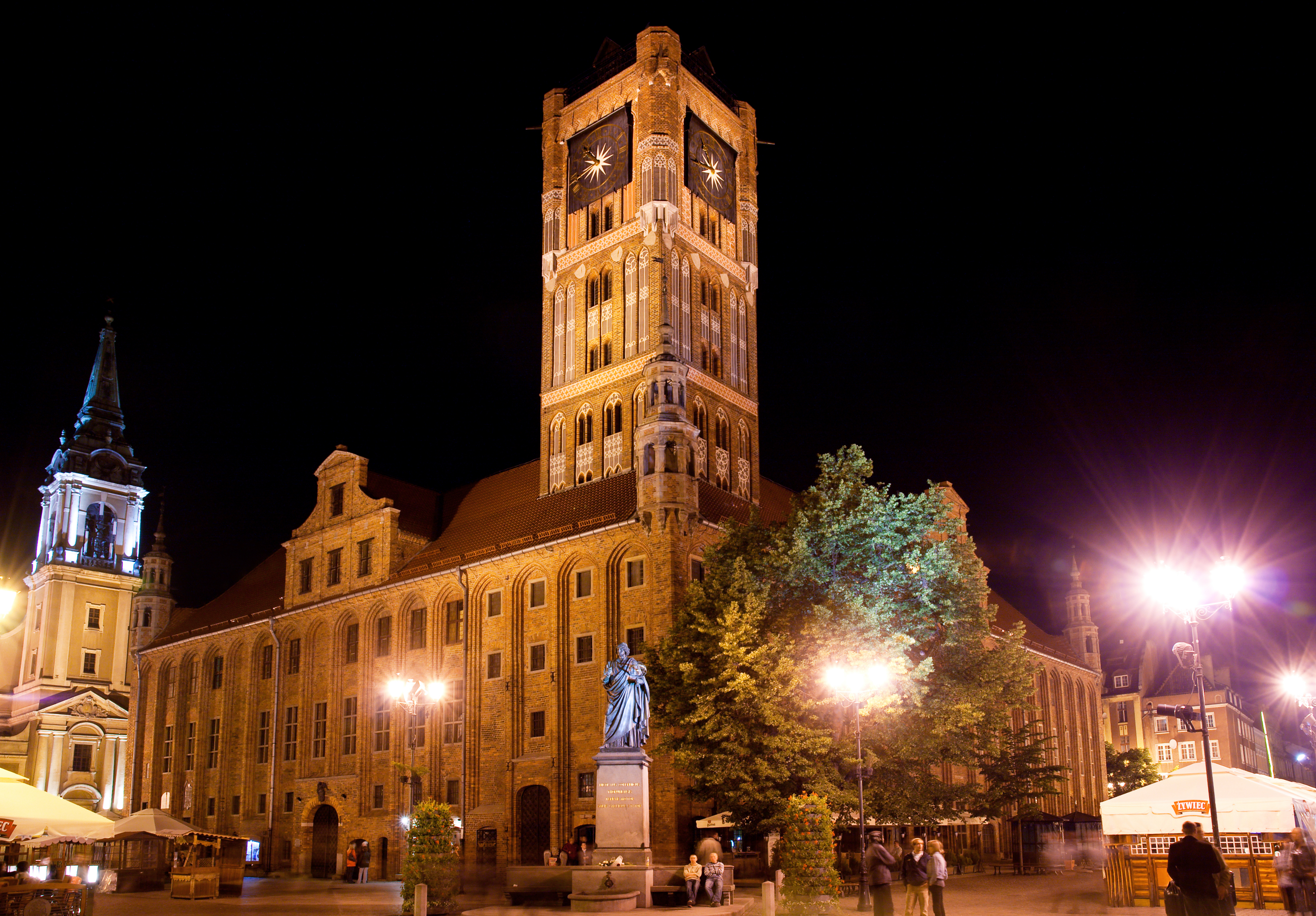
Toruń
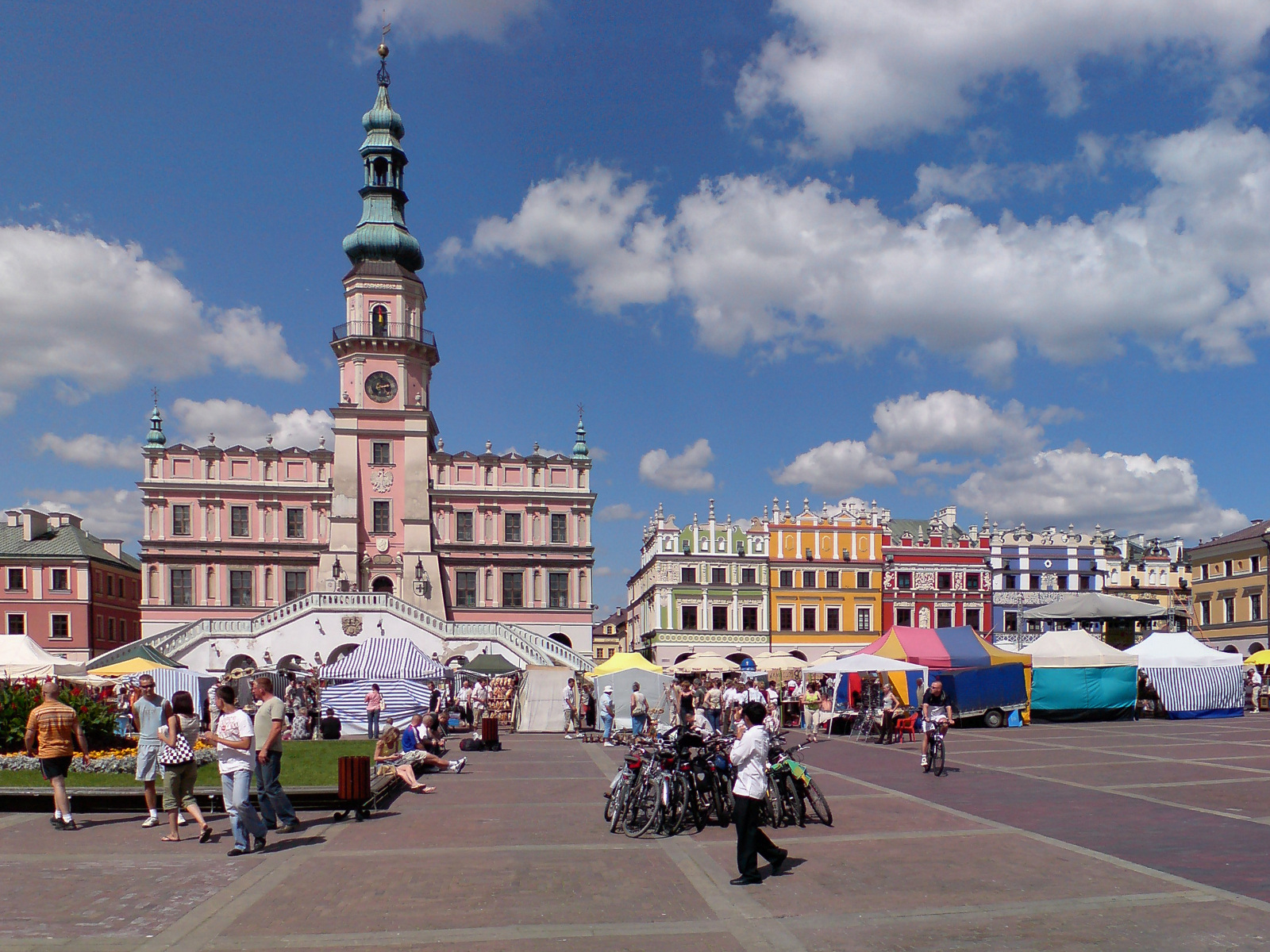
Zamość
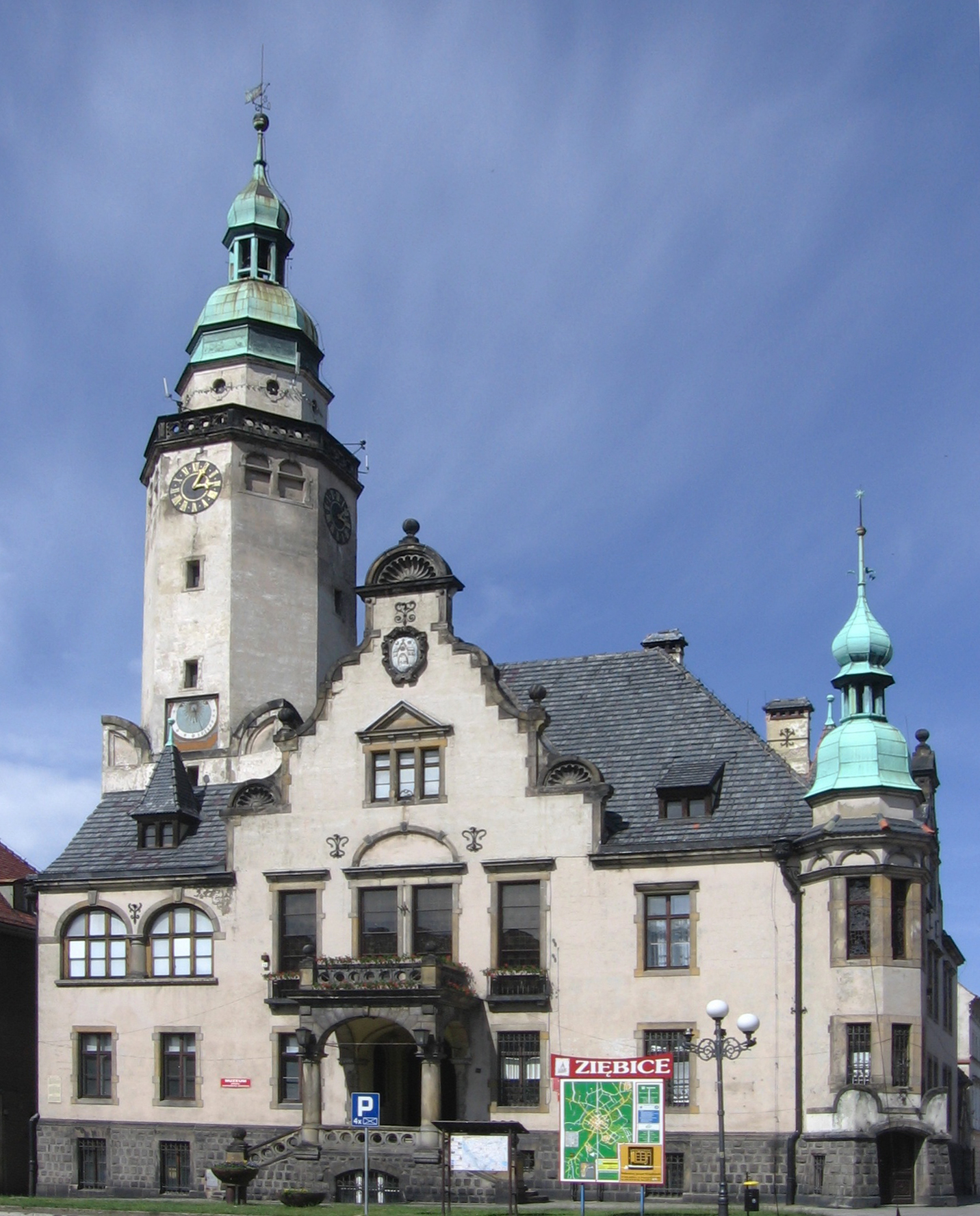
Ziębice
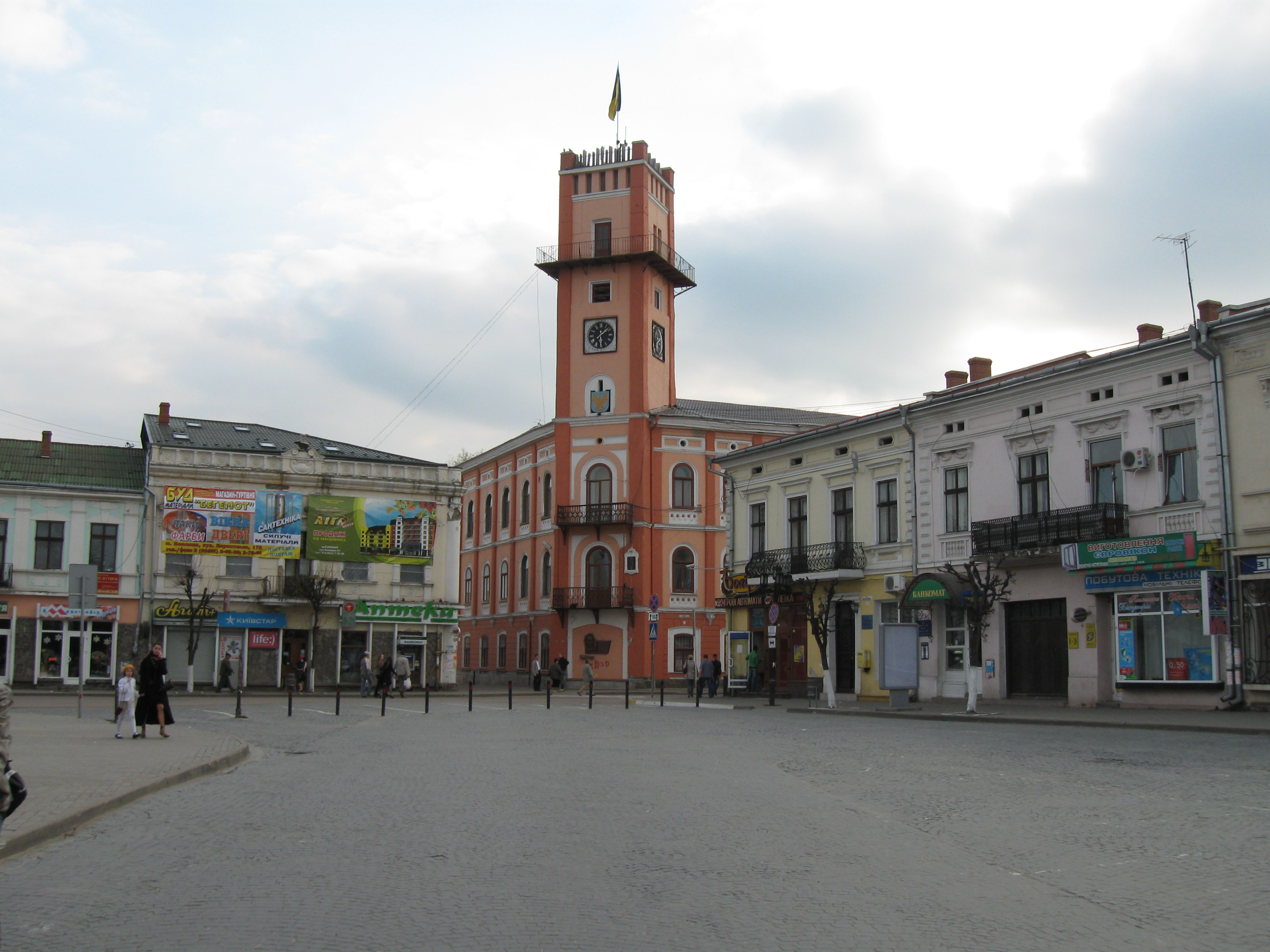
Kolomyia
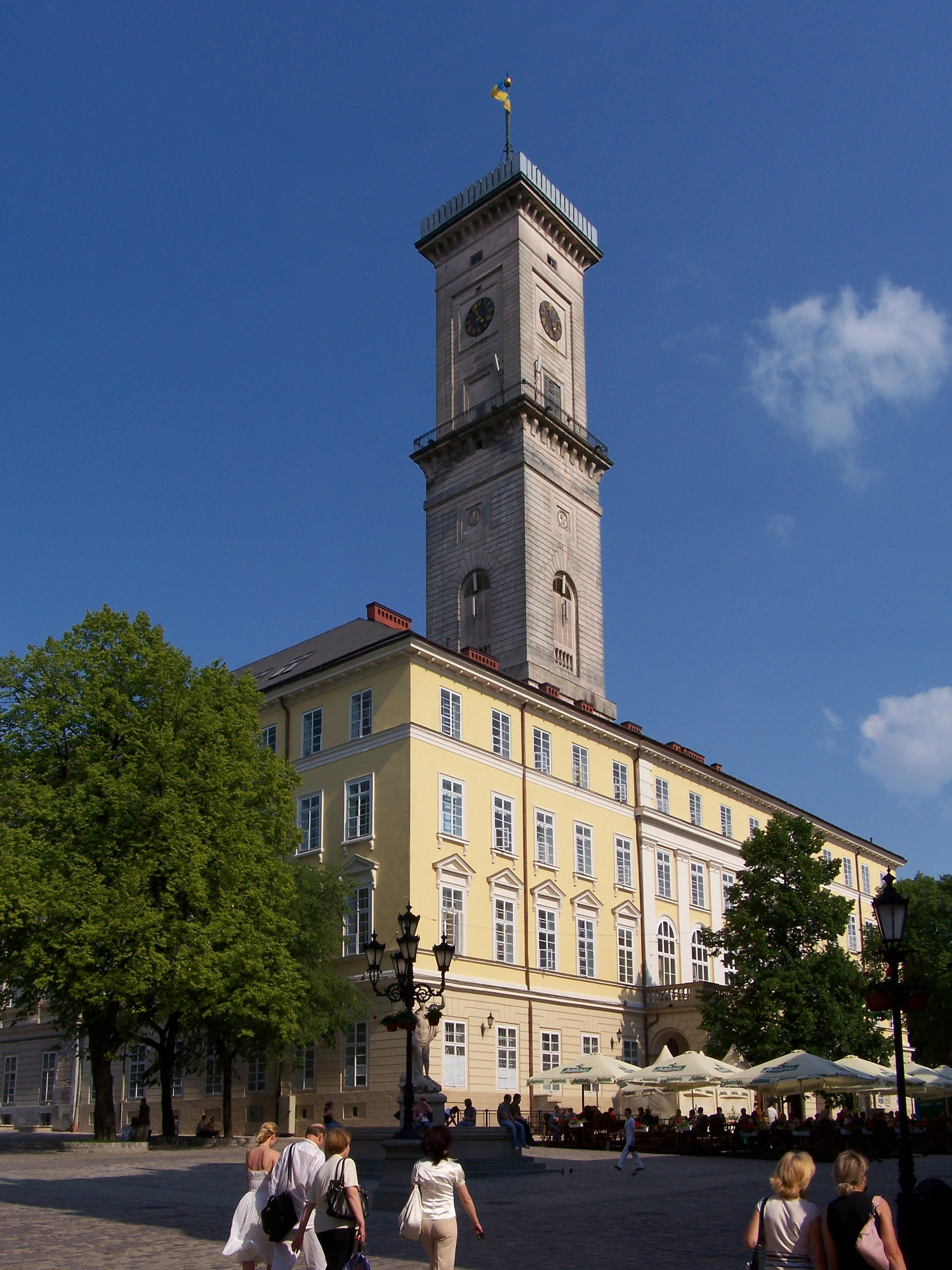
Lviv
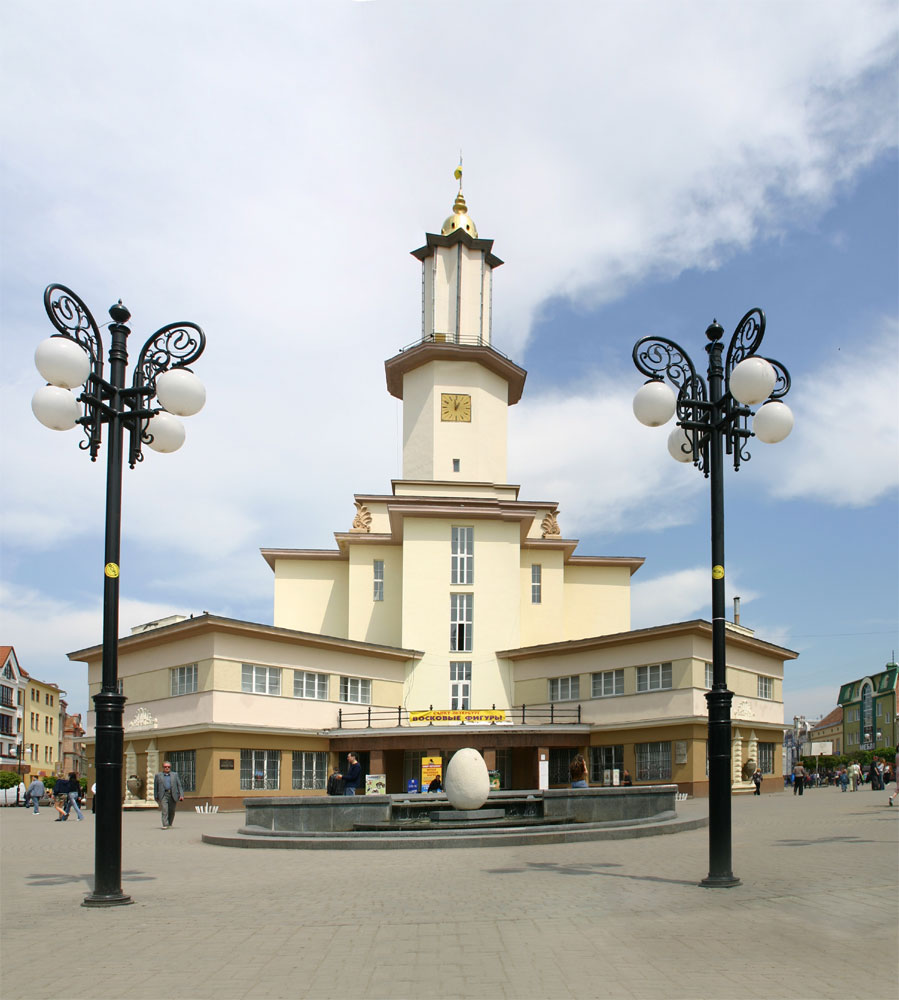
Ivano-Frankivsk
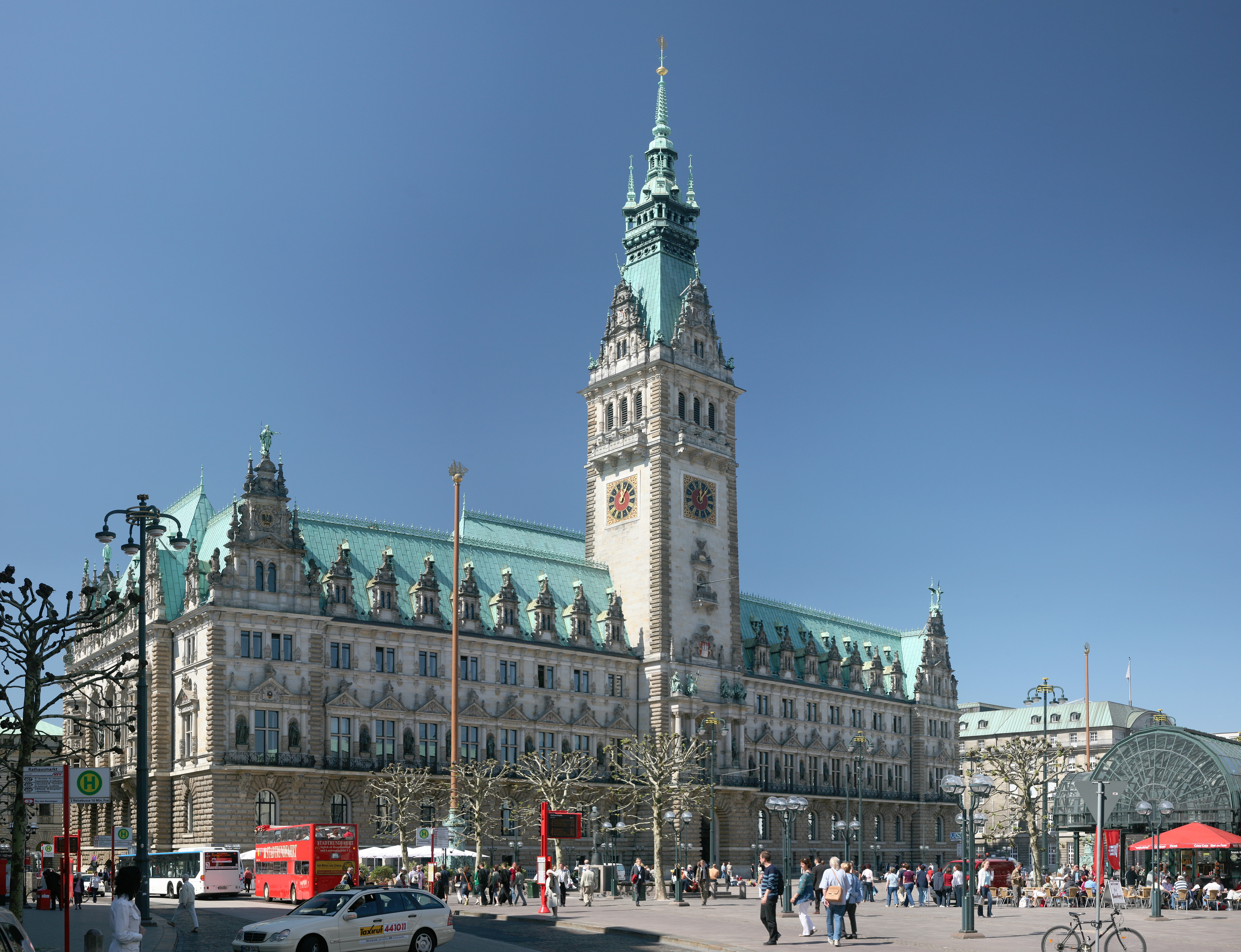
Ayuntamiento (Rathaus) de Hamburgo